# Ptení
Ptení är en ort i Tjeckien.   Den ligger i regionen Olomouc, i den östra delen av landet, 190 km öster om huvudstaden Prag. Ptení ligger 326 meter över havet och antalet invånare är 1 093.
Terrängen runt Ptení är platt åt nordost, men åt sydväst är den kuperad. Runt Ptení är det tätbefolkat, med 297 invånare per kvadratkilometer. Närmaste större samhälle är Prostějov, 11,7 km öster om Ptení. Trakten runt Ptení består till största delen av jordbruksmark.